# Gunungiella fiarafiazga
Gunungiella fiarafiazga är en nattsländeart som beskrevs av Malicky och Chantaramongkol 1993. Gunungiella fiarafiazga ingår i släktet Gunungiella och familjen stengömmenattsländor. Inga underarter finns listade i Catalogue of Life.